# Estanislao Vergara
Estanislao Vergara y Sanz de Santamaría (Bogotá, 8 de marzo de 1790- Bogotá, 21 de marzo de 1855). Fue un abogado, político, publicista y prócer colombiano.
Pasó por varias carteras al servicio de tres presidentes, Simón Bolívar, Francisco de Paula Santander y Rafael Urdaneta.Ocupó la presidencia de Colombia del 28 de diciembre de 1828 al 15 de enero de 1830, como Secretario de Relaciones Exteriores del Consejo de Ministros que Simón Bolívar dejó encargado del poder ejecutivo en virtud de sus facultades dictatoriales. Tiene el mérito de ser uno de los colaboradores en fundar y organizar la República de Colombia y la Gran Colombia.

## Trayectoria
Estanislao Vergara nació el 8 de marzo de 1790 como hijo de Francisco Javier de Vergara Azcárate y Francisca Sanz de Santamaría en Santafé de Bogotá, Virreinato de la Nueva Granada. Para 1808 ya sentía el descontento de los criollos ante los españoles, su familia y amigos estaban inconformes ante la falta de derechos de los americanos por lo que, en 1809 apoyaron a Camilo Torres a que publicaba el famoso memorial de agravios. Era integrante activo de la logia masónica La Beneficencia y partícipe de diferentes tertulias de Bogotá, más concretamente participaba desde joven en la ”Tertulia del Buen Gusto” creada por su tía Manuela Sanz de Santamaría.
Durante la revuelta del 20 de julio de 1810, o también llamado El Florero de Llorente (hecho histórico que indirectamente ocasionó los primeros indicios del proceso de independencia de Colombia), Estanislao se encontraba estudiando jurisprudencia en el Colegio Mayor de Nuestra Señora del Rosario, lo que lo hacía optimista frente al gobierno republicano y su nuevo régimen. En 1812 se graduó como doctor en derecho y en 1813 ya ejercía como abogado ante los tribunales del estado de Cundinamarca. En 1815 ejercía como vicerrector de su alma mater y como asesor del cabildo de Santafé. El 1 de marzo del mismo año, es nombrado por el senado como Teniente-Gobernador de la Provincia de Bogotá, cargo al que intentó renunciar en repetidas ocasiones sin éxito. El 2 de septiembre del mismo año es nombrado Legislador senador suplente para integrar el cuerpo legislativo y entrando el año 1816 se entera de la toma de Cartagena a manos de Pablo Morillo y de la desastrosa batalla de Charirí que le entregaba gran parte del territorio a los españoles que se encontraban en plena reconquista de la Nueva Granada. 

### Reconquista de la Nueva Granada
Durante la reconquista de la Nueva Granada, el presidente Camilo Torres renunció en noviembre y asume José Fernández Madrid en marzo 14 del año siguiente. Ante la detención de Ignacio de Vargas por el conocimiento de las amigables misivas que recibió del general realista De la Calzada, Vergara entró a reemplazarlo nuevamente como teniente de gobernador de Cundinamarca el 18 de marzo de 1816. La inminencia de la toma de Santafé por parte de las tropas realistas llevaron al gobernador Nicolás Ribas a dimitir el 24 de abril, ascendiendo Vergara a esa posición, por tanto le tocó asumir ante las tropas españolas durante la reconquista de la Nueva Granada. Estando en el cargo organizó guardias cívicas y escuadrones de caballería en toda la sábana de Bogotá, intentó levantar los ánimos ante la toma de la ciudad por parte de los españoles y participó en la entrega de provisiones y material de guerra a las tropas de caballería. Nuevamente intenta renunciar pero el senado no acepta y ratifica su confianza, le reconocen en carta el ¨celo, eficacia, actividad, y patriotismo¨. 
Con la disolución del congreso y la retirada de Santafé del presidente José Fernández Madrid, el gobierno y el cabildo de Santafé quedaron en manos de Estanislao Vergara.
El 6 de mayo entran los ejércitos reales del rey de España a Santafé, obligando a Vergara a esconderse por un tiempo pero ante el decreto de Pablo Morillo compareció ante el consejo de purificación y el 10 de julio fue condenado a servir seis años en el ejército realista donde marchó a pie hasta Tunja. Su hermana Antonia Vergara Sanz de Santamaría intentó salvarlo ofreciendo grandes cantidades de dinero y hasta ofreciendo padecer la humillación de pedir perdón ante los asesinos de su esposo, José Gregorio Gutiérrez Moreno que fue fusilado a orden de Morillo ese mismo año. 
Ante los ofrecimientos de la familia, El pacificador Morillo decide eximir la pena decretada y exige hacerla cumplir con dinero. En una carta afirmó ''Me conformo con el dictamen del consejo, pagando los mil pesos, pero sin plazo, pues las necesidades del ejército no lo permiten—Morillo''
El 22 de julio la familia Vergara tuvo que pagar gran cantidad de dinero por su libertad, dejando a varios miembros de la familia en la ruina y endeudados con las arcas reales.Tras su liberación llegó a Santafé y es obligado a revalidar sus estudios como abogado ya que Morillo no aceptaba títulos otorgados por las Repúblicas, finalmente recibiendo el título de abogado de la Real Audiencia en 1817 y es encargado de inventariar los libros de la casa botánica y de servir en el cargo de abogado de pobres.
Fue nombrado como agente fiscal en la Real Audiencia de Santafé del último virrey de la Nueva Granada, Juan de Sámano destacándose por ser la primera audiencia en quedar en manos de criollos. Ejerció junto a Tomás Tenorio, José María Hinestrosa, Pedro San Miguel, Juan Manuel García del Castillo y otros.
Dos años después, en agosto de 1819, Santafé se llena de alegría cuando llegan las noticias en referencia a lo sucedido en la Batalla de Boyacá, tres días después, el 10 de agosto varios republicanos se reúnen en un cabildo extraordinario y se establece un gobierno provisional nombrando a Estanislao Vergara como delegado de Santafé para salir de la ciudad al encuentro con El Libertador Simón Bolívar e informarle lo que ocurría en la capital, y así, en la tarde del mismo día Bolívar hizo su entrada a Santafé bajo lluvia de flores y música marcial. Finalmente, el 19 de septiembre de 1819 es nombrado por Francisco de Paula Santander como secretario para el despacho del interior y justicia en el nuevo gobierno republicano.

## Gran Colombia

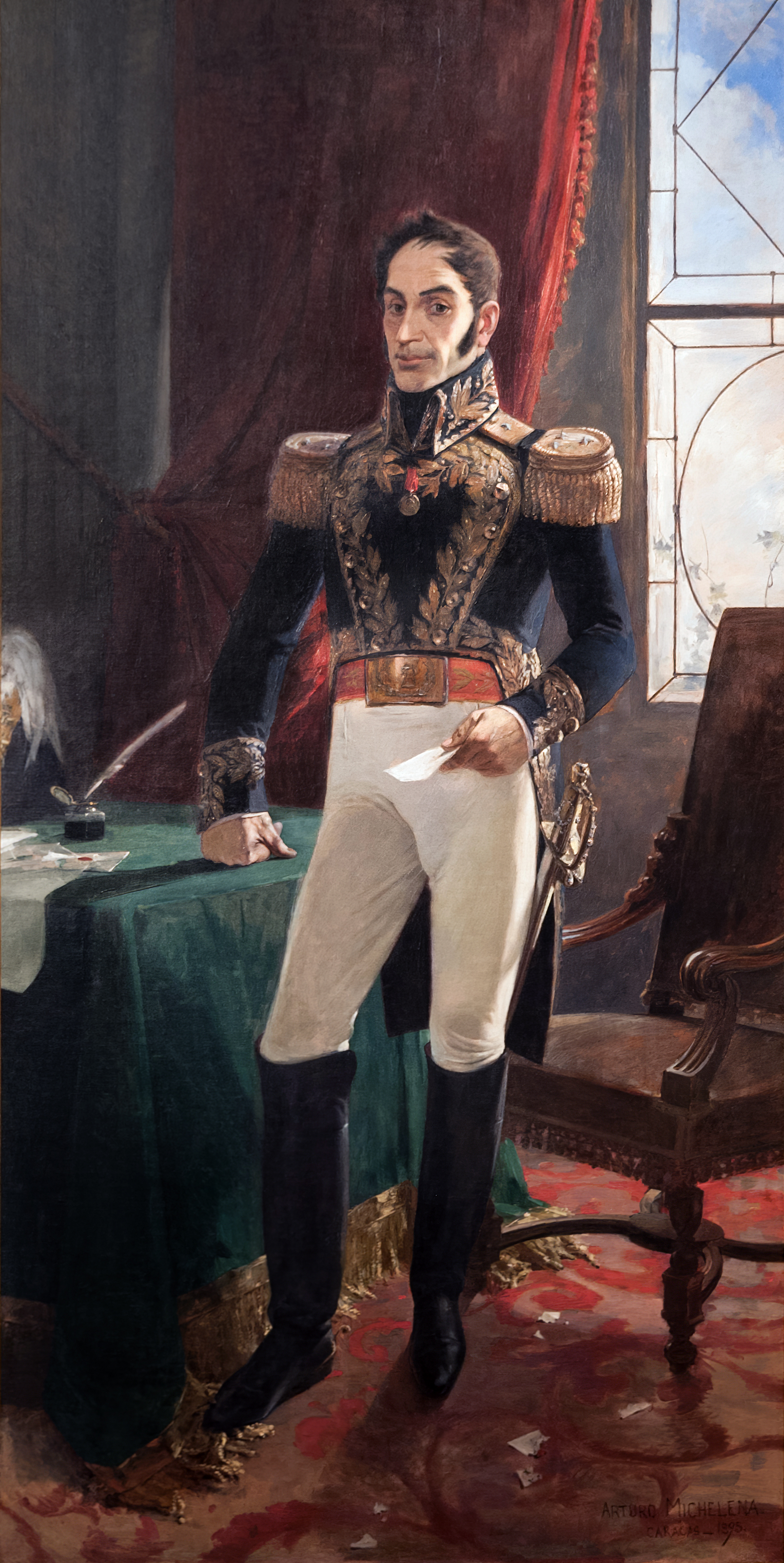
El Presidente Libertador

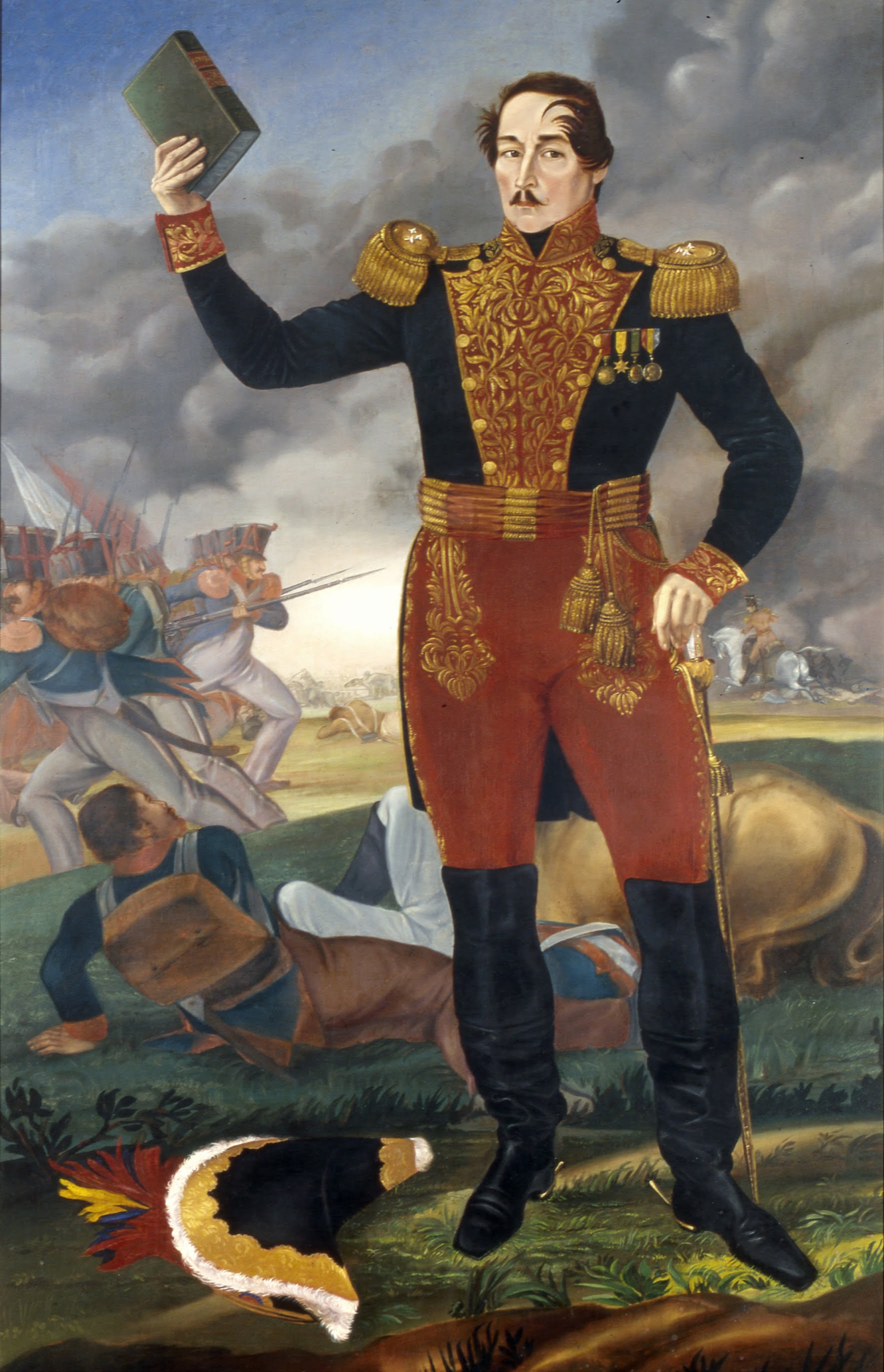
vice presidente Santander

Bolívar decide poner al general Francisco de Paula Santander como vicepresidente y divide la administración de la Nueva Granada en dos departamentos, y a petición de Santander se nombra a Estanislao como secretario de lo Interior y de Justicia entre 1819 y 1821, fue uno de los primeros en organizar civilmente al país del año 1819, de organizar la administración pública y el poder judicial, al ser el secretario de Santander tiene el mérito de ser uno de los colaboradores en fundar y organizar la República de Colombia y la Gran Colombia.El 12 de julio se discute en el congreso de Cúcuta la segunda ley fundamental de la República de Colombia y el 6 de agosto fue publicada en Bogotá por el vicepresidente Santander y el secretario general Vergara.
En 1821 se posesionan Simón Bolívar y Francisco de Paula Santander como presidente y vicepresidente de la Gran Colombia fuera de Bogotá, en su ausencia Estanislao es encargado del gobierno por decreto de Santander y ejerce el poder ejecutivo cerca de dos meses hasta el 9 de noviembre, al mismo tiempo que ejerce el cargo de secretario general y secretario (ministro) de Interior y de Relaciones exteriores, convirtiendo a Vergara en el primer ministro de este ramo que hubo en Colombia, y como tal recibió a los primeros agentes diplomáticos extranjeros de la historia del país. Al finalizar ese año es llamado nuevamente por el general Santander y es elegido como diputado por la provincia de Bogotá para participar en el congreso de Cúcuta pero es excusado de atender a las reuniones para permanecer al lado de Santander con el fin de atender asuntos del gobierno ante la falta de ministros.
En diciembre del mismo año, el vicepresidente Santander nombra a los intendentes de los recién conformados departamentos de la Gran Colombia, para el Orinoco nombra al general Francisco Bermúdez, para Venezuela al general Carlos Soublette, al de Zulia sería el general Lino Clemente, para Boyacá al coronel Pedro Fortoul, al Cauca al coronel José Concha, al magdalena mandaron al general Mariano Montilla y para Cundinamarca y el poder ejecutivo a Estanislao Vergara. Fueron nombrados cuatro generales, dos coroneles y un civil, Vergara, como Intendentes. Sirvió como gobernador de Cundinamarca que comprendía las provincias de Bogotá, Antioquia, Mariquita y Neiva, durante tiempos de guerra, cargo que ejerció hasta abril de 1823 y en ejercicio del cual es recordado su esfuerzo por la instrucción pública, y que las escuelas funcionaran bien y también la expedición de la Instrucción para Alcaldes Pedáneos (Inspectores municipales) de la Ciudad, en donde incorporó acciones severas de Policía, como el nombramiento de un centinela por cuadra para que adelantara el empadronamiento de Bogotá y detectar a las personas sin oficio para que en el acto fueran remitidas al Ejército.
En 1822 renuncia a la intendencia de Cundinamarca y asiste al primer congreso constitucional de Colombia el 8 de abril de 1823 como senador de la república representando a Bogotá donde se expidieron leyes como conceder licencia a Bolívar para ir al Perú, la promoción de la inmigración, naturalización de extranjeros y reglas de importación. El 17 de julio presentó proyectos de ley relacionados con la división territorial de la República, organización del régimen político de Colombia. 

Territorio gobernado por Vergara (intendente) entre diciembre de 1821 a abril de 1823, comprendía a las provincias de Bogotá, Antioquia, Mariquita y Neiva.

En 1824 sigue participando en el senado y donde contribuyó en la expedición de importantes leyes como el patronato eclesiástico, la división territorial, la extinción de mayorazgos, protección de industria nacional, la incorporación del departamento de Quito y la expedición de ayudas al Perú, además volvió a ejercer la Intendencia de Cundinamarca.
En 1825 es ministro juez de la alta corte de Justicia y vocal del consejo de Gobierno, más adelante en 1826 es nombrado vicepresidente del senado y luego presidente del Senado donde vota a favor de la ratificación de Bolívar como presidente con 582 votos a favor y a Santander como vicepresidente con 286 votos de un total de 608 congresistas. 
Ese mismo año recibe una medalla de plata concedida por el gobierno del Perú con el busto de El Libertador, en la nota remisoria decía '' por venir del gobierno peruano, acreedor a nuestro más alto aprecio, y por ser un monumento de las glorias del Libertador, es decir, de las glorias de Colombia-- Luis Baralt'' . Fue miembro de la Academia Nacional creada por el vicepresidente Francisco de Paula Santander el 18 de marzo de 1826. Cofundador de la Universidad Central de Colombia, inaugurada el 25 de diciembre de 1826. De esta institución fue director adjunto y profesor de la facultad de jurisprudencia. 
Fue miembro de la sociedad filantrópica y miembro de la Academia Nacional de Colombia que fomentaba el conocimiento, la moral y la política, estaba conformada por 21 personas, llamados los hombres de letras y de ciencia de mayor brillo en la Gran Colombia.
El 10 de febrero de 1828 fue nombrado Secretario de relaciones Exteriores en reemplazo de José Rafael Revenga y el 4 de marzo nombrado como ministro de Estado. 

### Decreto Orgánico del gobierno supremo de 1828
El 27 de agosto del mismo año decreta y firma, junto al consejo de ministros y Bolívar el Decreto Orgánico del gobierno supremo donde se nombra a Bolívar como dictador de la Gran Colombia, se crea el consejo de estado y se suprime la vicepresidencia (lo cual disgustó profundamente a Francisco de Paula Santander), se dieron garantías a los ciudadanos por sus logros adquiridos con la constitución de Cúcuta y sostener la religión católica, se esperaba reunirse de nuevo el 2 de enero de 1830. 
En el nuevo gobierno pasaba a conformar el consejo de estado en la cartera de relaciones exteriores y como tal actuó como presidente en ejercicio en varias ocasiones. Se recuerda el 25 de septiembre de 1828 hecho terrible conocido como la Conspiración Septembrina cuando intentaron asesinar a Bolívar, en respuesta al decreto de gobierno supremo. a la mañana siguiente el 26 de septiembre, El Libertador convoca al Consejo de Estado para determinar el castigo a los responsables de la cual sale un acta que muestra como Bolívar asume abiertamente la dictadura. El 7 de noviembre el general Urdaneta y el auditor Tomás Barriga Brito sentencian a muerte a Santander y otros seis supuestos conspiradores por saber de la conspiración, aprobarla, aportar en ella con consejos y demás..
El Libertador y el consejo de estado estudiaron las sentencias, incluida la de Francisco de Paula Santander y el 10 de noviembre donde estudian si debe proseguir con la pena a muerte y confiscación de bienes o no, pero optan por desterrarlo y quitarle el título de General de la República y se lo pasan al Tribunal de comandancia general y los jueces pertinentes para revisión. Estanislao estuvo en contra de la pena de muerte impuesta y refutó. Este hecho ha sido desmeritado pero le salvó la vida a Santander, por otro lado, Urdaneta no ocultó su desagrado ante la conmutación de la pena. El acta o dictamen del consejo fue escrito por Estanislao, como sostienen varios historiadores.

### Guerra con el Perú
Como ministro de relaciones exteriores de la Gran Colombia y miembro del consejo de ministros intenta conciliar con el canciller peruano y le manda una carta donde afirma que el Perú intenta invadir territorio colombiano y bloquear sus puertos, que el gobierno de Colombia se siente compelido a entrar en guerra y armarse a pesar de evitarlo. El consejo de ministros no quería la guerra pero no iba a permitir la invasión del territorio.
El 3 de marzo de 1828, mientras continuaba el minucioso y apasionado cambio de misivas, vino lo que el Perú consideraría una amenaza del canciller grancolombiano Estanislao Vergara, quien expresó que su país se consideraría hostilizado y en estado de acudir a la suerte de las armas si dentro de seis meses el gobierno peruano no entregaba Jaén y la parte de Maynas que ocupaba, si no pagaba 3 595 747 pesos como deuda por la guerra de emancipación
El 22 de noviembre una escuadra peruana ataca el puerto de Guayaquil y se oficializa la guerra y después de varias comisiones diplomáticas es dada por terminada el 20 de octubre por el Consejo de Ministros de Colombia.
En 1829 es miembro y presidente de la asamblea electoral.

### Congreso Admirable
Vergara ocupó un sillón en el último congreso de la Gran Colombia, después llamado Congreso Admirable.
Al finalizar el año 1830 vuelve a sus trabajos de juez, se rehusó a ser nombrado consejero de gobierno pero acepta el cargo de presidente de la asamblea electoral.

### Presidente en funciones

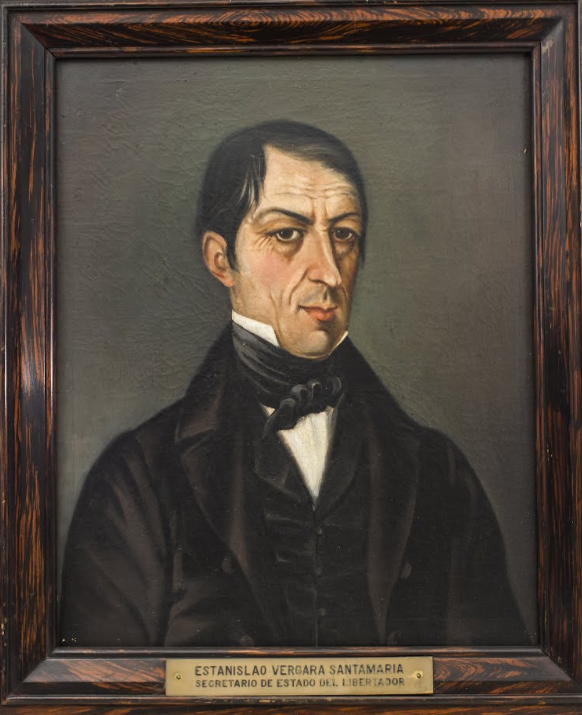
Vergara como Secretario de Estado de Simón Bolívar

Como integrante del Ministerio de Estado, se encargó del poder ejecutivo por ausencia del Libertador-Presidente Simón Bolívar y ejerció como presidente en otras varias ocasiones entre 1821 y 1830 como secretario general, secretario de relaciones exteriores y consejero de Estado. Llegó a tomar decisiones en todos los departamentos por decretos de Bolívar y Santander. Se recuerda que Estanislao, desde Bogotá, escribía los documentos y Bolívar se los firmaba, la correspondencia entre los dos es bien conocida, llegando a recibir las últimas cartas del Libertador. Pasó por varias carteras al servicio de tres presidentes, Simón Bolívar, Francisco de Paula Santander y Rafael Urdaneta.
En una carta enviada por el libertador Simón Bolívar mientras permanecía en San Pedro Alejandrino, el 8 de diciembre de 1830 le dice a Vergara:

«…La amistad que tengo por usted es más pura que la luz del sol¨»
Simón Bolivar

### Proyecto de Monarquía
Su papel en el poder fue fundamental para adelantar el proyecto de la instauración de un sistema monárquico en el país con el fin de estabilizar las jóvenes repúblicas, al ser facultado por el Consejo de ministros en su condición de presidente, ministro y canciller para adelantar contactos con diplomáticos europeos que se encontraban en Bogotá. Vergara dirigió sendas misivas a los ministros de Colombia en Gran Bretaña y Francia, José Fernández Madrid y Leandro Palacios. A este último, le manifestó la preferencia del Consejo de ministros porque el país fuera reinado por un monarca francés, lo que hizo que las gestiones con Gran Bretaña se frustraran al manifestar ese reino que no aprobaría la presencia de un monarca de ese origen en Colombia, no obstante de creer que ese era el mejor sistema de gobierno para el país. Estanislao Vergara era partidario de la monarquía en Colombia ya que, para ese momento, todas las repúblicas americanas habían fallado y los nobles franceses lo sabían. Para Vergara, como presidente del Consejo, buscar la coronación de Simón Bolívar como “Libertador-Presidente”, pero con los atributos de un rey, era lo más importante, nombrándole como sucesor un príncipe, ojalá de la casa de Orleans o sea francés, como lo comunicó oficialmente, en nombre del Consejo de Ministros el 5 de septiembre de 1829. Sin embargo, Bolívar desaprobó los planes en una carta fechada en Tapio el 18 de diciembre de 1829, entonces, Vergara comunicó al enviado francés Charles-Joseph Bresson, conde de Bresson, el 31 de diciembre, que las negociaciones quedaban suspendidas, en vista de la negativa del Libertador. En febrero de 1830, el conde abandonó la Nueva Granada; cuatro meses y medio antes, ya se había ido el hijo del mariscal napoleónico Lannes, Louis Napoléon Auguste Lannes duque de Montebello con otras instrucciones: Las del sí a la monarquía por parte del Consejo de Ministros.

Una monarquía constitucional es lo que puede conservarnos y hacer a Colombia grande y respetada.
Carta de Estanislao Vergara

La gestión diplomática, aunque secreta, se volvió un tema de dominio público, desencadenando una serie de manifestaciones en contra de la iniciativa, incluso antipáticas contra el propio Libertador, quien sabía de las tareas del Consejo de Ministros pero se abstuvo de intervenir.
Vergara propuso al Libertador que nombrara a Andrés Bello como embajador de Colombia ante los Estados Unidos de América para evitar su partida a un mejor destino dada la precariedad de su situación económica. Lamentablemente, la oferta no evitó lo previsto, pues Bello había sido contratado ya por el gobierno chileno para que lo asesorara.

« El pensamiento de una monarquía extranjera para sucederme en el mando, por ventajosa que fuera en sus resultados, veo mil inconvenientes para conseguirla:
Primero.- Ningún príncipe extranjero admitirá por patrimonio un principado anárquico y sin garantías.
Segundo.- Las deudas nacionales y la pobreza del país no ofrecen medios para mantener un príncipe y corte miserablemente
Tercero.- Las clases inferiores se alarmarán, temiendo efectos de la aristocracia y de la desigualdad. 

Y cuarto.- Los generales y ambiciosos de todas condiciones, no podrán soportar la idea de verse privados del mando supremo.»
Carta de Simón Bolivar a Estanislao Vergara

#### Crítica a su gobierno
El movimiento más fuerte contra la labor diplomática del gobierno del Consejo de ministros fue liderado por el general José María Córdova, quien se ofreció para defender la Constitución de Cúcuta y se alzó en armas rechazando el ofrecimiento de Bolívar de entrar a integrar el Consejo de ministros como Secretario de Marina.

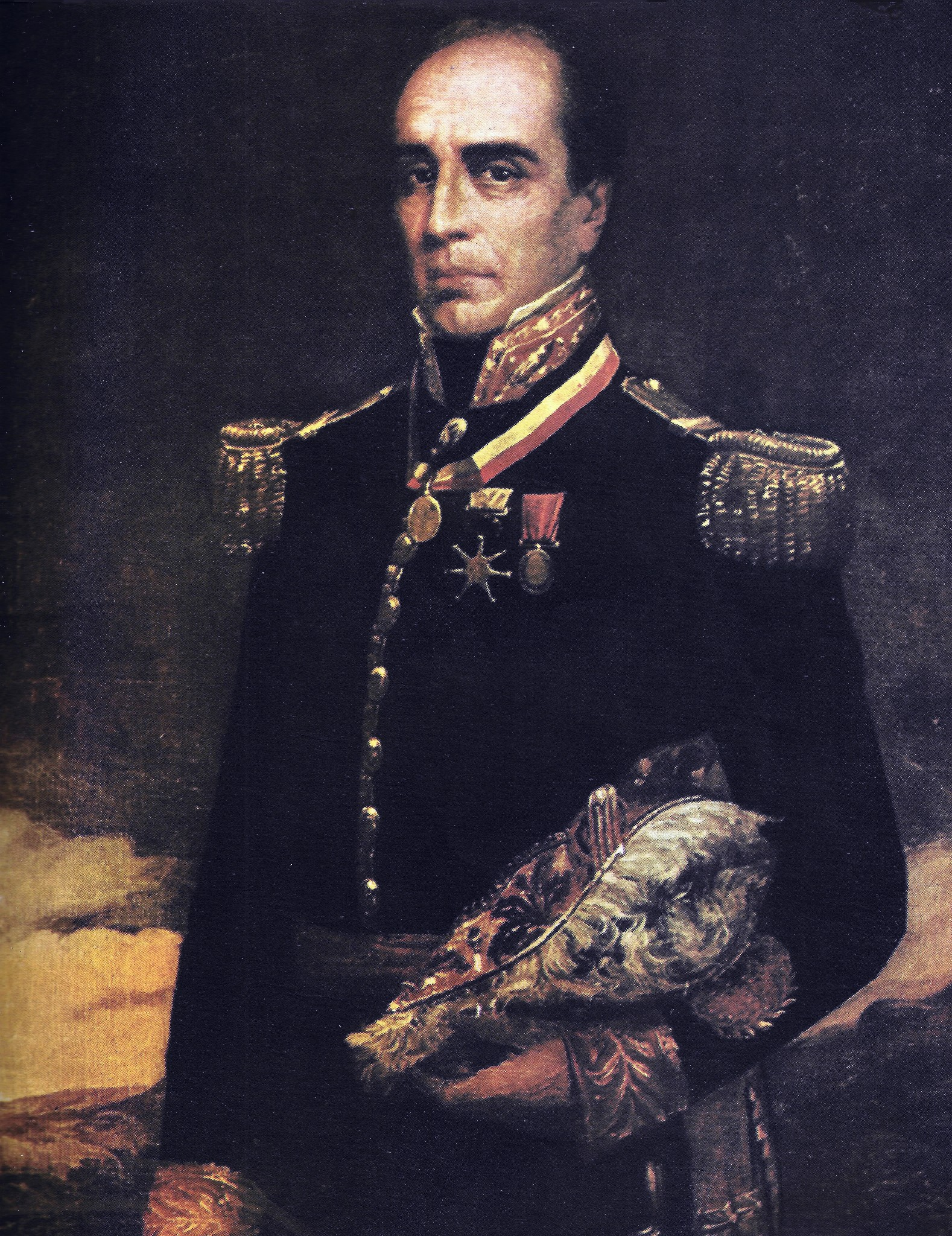
Presidente Rafael Urdaneta

### Presidencia de Urdaneta
Hizo parte del gabinete ministerial de Rafael Urdaneta como ministro de Interior y Justicia entre 1830 y 1831 junto a Jerónimo de Mendoza como ministro de hacienda, José Miguel Pey como ministro de guerra y Juan García del Río como ministro de relaciones exteriores.y como tal fue el presidente del consejo de ministros cuando se firmaron los tratados de Apulo mediante el cual Rafael Urdaneta, último presidente de la Gran Colombia, entregó el poder al vicepresidente Domingo Caicedo el 2 de mayo de 1831, evitándose una guerra civil por el vacío de poder generado tras la renuncia de Bolívar.
Después de esto, el 22 de noviembre de 1831 el congreso nombra al general José María Obando quien el 3 de diciembre aprueba unas leyes que le permitían perseguir a quienes hubieran colaborado con la presidencia de Urdaneta, que llaman dictadura de Urdaneta, eran sospechosos todos los simpatizantes de Bolívar y se hizo una lista de personas condenadas al confinamiento o destierro, por lo que el primero en ser perseguido y en aparecer en la lista fue Estanislao Vergara quien Bolívar llamaba su amigo del corazón y fue una de las figuras más cercanas a Bolívar en la Nueva Granada con su familia, era llamado El ministro del libertador.También fueron perseguidos y desterrados fueron el coronel Mariano París y José Sardá, Manuel Álvarez Lozano, Pedro Domínguez de los Hoyos y otros treinta bolivarianos.
En el caso de Estanislao fue destituido de sus cargos y meses después fue indultado por Rufino Cuervo.

## Últimos años
Con el regreso de Bolívar a Bogotá, Vergara fue nombrado como miembro de la Academia Nacional de la Nueva Granada por Santander y renunció a la Secretaría en la que fue reemplazado por el general Domingo Caycedo, para aspirar al Congreso que estaba próximo a ser elegido, del cual participó como diputado por Bogotá y firmó la Constitución de abril de 1830 Fue nombrado secretario del Interior del general Santander. En 1837 es ministro y presidente de la corte suprema y años más tarde, en 1841 es reelegido como senador.
En 1842 vuelve a ejercer como profesor de la cátedra de Jurisprudencia de la Universidad Nacional donde se vuelve el presidente de la facultad. Entre 1845 y 1850 se desenvuelve como presidente, ministro y magistrado del tribunal de Cundinamarca y profesor de la Universidad del Rosario. Entre 1852 y 1853 redactó el periódico La Bagatela, semanario de ciencias y letras , que dio preferencia a los estudios históricos y donde tradujo diferentes obras escritas en latín, francés, inglés, alemán e italiano todos estos idiomas que él hablaba, además se dan allí importantes noticias de muchos hombres de la generación de la independencia.Fue profesor del Presidente Santos Gutiérrez. 
Fue también nombrado como Ministro del tribunal de Cundinamarca por Tomás Cipriano de Mosquera durante su primer término.

### PeriódicoLa Bagatela

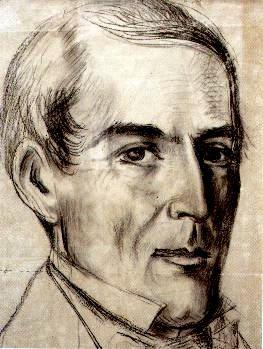
Ubicado en el Museo Nacional de Colombia. Por José María Espinosa

En La Bagatela, entre el 15 de diciembre de 1852 al 1 de octubre de 1853 escribió y publicó sobre historia, literatura y derecho, también documentos hoy históricos como noticias históricas y geográficas, sobre la insurrección de los comuneros de 1881, entre ellos; Biografías cortas de Caldas, Santander, Rodríguez Torices, Joaquín Camacho, Jorge Tadeo Lozano, García Rovira, Fernández Madrid, Gutérrez Moreno y otros, Paralelo entre el Precursor y el Libertador, Paralelo entre Bolívar y Santander, Biografía de José Gregorio Gutiérrez. Además, Principios de Legislación Universal.
En sus últimos años Vergara fue muy explícito con los temas relacionados al proyecto monárquico de 1829, hizo declaraciones públicas y en sus cátedras enseñó sobre el tema, también escribió sobre ello en su periódico La Bagatela, explica: 

«...Todo lo que refiero está comprobado con los documentos fehacientes que poseo; y afirmo que la responsabilidad fué toda mía y de mis colegas Restrepo, Tanco y Urdaneta, sin que el Libertador tuviese culpa, si culpa hubo, sino la de demorar durante algunos meses la desaprobación oficial del proyecto, que repugnaba sus sentimientos.»
Estanislao Vergara

 En reconocimiento a su servicio prestado al país y ante su estado de postración física y salud precaria, el Congreso de Colombia aprobó por decreto del 13 de abril de 1855 una pensión vitalicia de cuarenta pesos mensuales al doctor Vergara.
El 17 de abril de 1854 estalla la revolución de José María Melo quien invita a Vergara a participar en un consejo de gobierno, pero este se niega a concurrir por sus quebrantos de salud y su firme decisión de no ser más funcionario público.
Muere de 65 años.

## Familia
Estanislao Vergara contrajo matrimonio por primera vez con Teresa Tenorio Santa Cruz en 1819 cuando tenía 29 años. Teresa era hija de su profesor de derecho canónico Tomás Tenorio y Carvajal y juntos tuvieron cuatro hijos. Uno de ellos, José María Vergara Tenorio, fue un joven excepcionalmente inteligente que en su corta vida llegó a ser reconocido como una de las mentes más prodigiosas de la Nueva Granada.
Fue hijo de Francisco Xavier de Vergara Azcarate y Caycedo, un abogado distinguido que se desempeñó como agente fiscal de la Real Audiencia de Santafé, síndico procurador del cabildo de Santafé, catedrático y rector del Colegio Mayor de Nuestra Señora del Rosario. Su madre, Francisca Sanz de Santamaría era hija del abogado Francisco Sanz de Santamaría, todos ellos miembros de familias aristocráticas de la elite colonial. Sus abuelos paternos eran Francisco de Vergara Azcárate y Vela Patiño, doctor en jurisprudencia, regente y contador mayor de la Real Audiencia y Petronila de Caycedo y Vélez Ladrón de Guevara.
Su padre también fue mayordomo de la capilla del sagrario de Bogotá y descendía en tercera generación del fundador Sargento Mayor Gabriel Gómez de Sandoval y Arraita. Por otra parte, fue sobrino, primo en primer grado y tío de los presidentes  Felipe de Vergara Azcarate y Caycedo, Luis de Ayala y Vergara y José Gregorio Ignacio Gutiérrez Vergara También fue tío del reconocido escritor y fundador de la academia colombiana de la lengua José María Vergara y Vergara.
Descendientes de nobleza navarra e importantes casas solares del país vasco, más específicamente del pueblo de Vergara en la provincia de Guipúzcoa, España. El abuelo del fundador de esta familia que terminó en las Américas fue barón por ejecutoria en 1515.